# Largo Santa Cruz

O Largo Santa Cruz, como é conhecido e oficialmente denominado Praça Elias Salles; é um espaço público, caracterizado como jardim ou como um pequeno parque com aproximadamente dez mil metros quadrados localizado na região central da cidade de São Carlos. Localiza-se no quadrilátero formado pela ruas Santa Cruz, Bento Carlos, Dona Alexandrina e avenida São Carlos.
Foi inaugurado no começo do século XX, e em seu entôrno há uma fileira de quase 100 metros de palmeiras imperiais.
O largo tem pouco uso pela população, e é usado mais como passagem de pessoas que o cruzam para facilitar acesso mais rápido de locomoção.
Todo seu entôrno é usado como estacionamento a 90º, por automóveis, e há também um ponto de taxi na rua Bento Carlos.